# NetEase
A NetEase (egyszerűsített kínai: 网易; pinyin: WǎngYì) egy vezető kínai számítástechnikai cég, amely főként mobil és számítógépes játékok fejlesztésével foglalkozik. Mára a cég nemcsak Kínában, hanem Japánban és Észak-Amerikában is jól ismertté vált. A cég számos egyéb neves fejlesztővel partneri kapcsolatban van, ilyenek például a Blizzard Entertainment és a Mojang AB.
A NetEase nem csupán játékok fejlesztésével foglalkozik, hanem egyéb más applikációkat és szolgáltatásokat is nyújt. Ezek főként a live stream, zenehallgatás és az e-kereskedelem kategoriákba esnek.
Legnevesebb játékai közül néhány a következő: Onmyoji, Onmyoji Arena, Naraka: Bladepoint, Harry Potter: Magic Awakened, Identity V, Marvel Rivals. Továbbá többek között ezekért a nemzetközi játékok kínai változatának a fejlesztéséért és kiadásáért felelős: World of Warcraft, Overwatch, Minecraft.